# Gary City
Gary City – miasto w Stanach Zjednoczonych, w stanie Teksas, w hrabstwie Panola.